# Freddy Albeck
Freddy Albeck (født 9. august 1919 i København, død 7. februar 1992) var en dansk skuespiller, bassist og jazzsanger.
Albeck fik sit gennembrud i 1940'erne, hvor han bl.a. optrådte med egne ensembler og med Kai Ewans, Børge Roger-Henrichsen og Niels Foss. Han slog igennem som kabaretkunstner i 1962, og blev senere også skuespiller i flere spillefilm.
Freddy Albeck var programmedarbejder på Radio Mercur med det populære underholdningsprogram "I Den Halvtolvte Time", hvor Freddy Albeck spillede populære grammofonplader frem for alt jazzinspireret musik.
Freddy Albeck ligger begravet på Holmens Kirkegård i København.

## Udvalgt filmografi
- Mens sagføreren sover (1945)
- Mig og Mafiaen (1973)
- Mafiaen, det er osse mig (1974)